# A Sharp (Axiom)
A# (A Sharp) es un lenguaje de programación orientado a objetos y  funcional distribuido como un componente separable de la versión 2 del  sistema de álgebra computacional Axiom. Los tipos y funciones de A# son valores de primera clase y pueden ser usados libremente junto a extensas librerías de estructuras de datos y otras abstracciones matemáticas. Una guía de diseño clave para A# fue idoneidad de compilación portable y código máquina eficiente.
El desarrollo de A# ha cambiado al lenguaje de programación Aldor.
Hay a la vez un compilador de optimización A# y un intérprete de código A# intermedio. El compilador puede producir cualquier:
- Programas ejecutables independientes
- Bibliotecas de objetos en formatos nativos del sistema operativo
- Bibliotecas portátiles de bytecode
- Código fuente en C
- Código fuente en Lisp

Los puertos se han hecho para muchas arquitecturas diferentes (16, 32, y el bit 64):  RS/6000
- SPARC
- Alpha
- IA-32
- Intel 286
- Motorola 680x0
- System/370

Y para varios sistemas operativos:
- Linux
- AIX
- SunOS
- HP-UX
- NeXT
- Mach
- Además de una variedad de otros sistemas Unix
- OS/2
- DOS
- Microsoft Windows
- VMS
- VM / CMS

Los siguientes compiladores de C son compatibles: gcc, XLC, Sun Studio Compiler, Borland, Metaware y MIPS C.
Este artículo se basa en material tomado de la Free On-line Dictionary of Computing antes del 1 de noviembre de 2008 y constituida de conformidad con los "términos de renovación de licencias" de la versión GFDL, 1.3 o posterior.
- Datos: Q4659444